# François Levaillant
François Levaillant, a volte scritto Le Vaillant (Paramaribo, 22 novembre 1753 – Sézanne, 1824), è stato un esploratore, ornitologo e collezionista francese.

## Biografia
Le Vaillant nacque a Paramaribo, capitale della Guyana Olandese (l'attuale Suriname), dove suo padre era console. Quando il padre tornò in Europa, nel 1763, studiò storia naturale a Metz. Nel 1781 venne inviato per conto della Compagnia olandese delle Indie orientali nella Provincia del Capo in Sudafrica, dove rimase a raccogliere esemplari fino al 1784. Nella zona effettuò due viaggi, uno nella zona ad est del Capo e l'altro a nord del fiume Orange nella zona del Gran Namaqualand.
Al suo ritorno pubblicò Voyage dans l'intérieur de l'Afrique (1790, 2 volumi) e Second voyage dans l'intérieur de l'Afrique (1796, 3 volumi), i quali furono tradotti in numerose lingue. Inoltre pubblicò Histoire naturelle des oiseaux d'Afrique (1796-1808, 6 volumi) assieme a Jacques Barraband, Histoire naturelle des oiseaux de paradis (1801-06), Histoire naturelle des cotingas et des todiers (1804) e Histoire naturelle des calaos (1804).
Grazie a queste spedizioni fu in grado di inviare più di 2000 esemplari di uccelli a Jacob Temminck, che aveva finanziato la spedizione, e che furono esaminati dal figlio Coenraad Jacob Temminck e incluse nella collezione del museo di Leida.
Le Vaillant morì in povertà a La Noue, nei pressi di Sézanne.
Le Vaillant si oppose alla nomenclatura sistematica proposta da Carlo Linneo e dette unicamente nomi in francese alle specie che descrisse. Alcuni di essi, tuttavia, continuano ad essere utilizzati, come Bateleur, altro nome del falco giocoliere (Terathopius ecaudatus). Altri naturalisti dettero nomi binomiali alle specie da esso scoperte, alcune delle quali portano ancora il suo nome, come il cuculo di Levaillant (Clamator levaillantii) o il picchio di Levaillant" (Picus vaillantii).

## Opere principali
- Voyage de M. Le Vaillant dans l'Intérieur de l'Afrique par Le Cap de Bonne Espérance, dans Les années 1783, 84 & 85. Paris Leroy, 1790, 2 volumes.
- Second voyage dans l'intérieur de l'Afrique, par le Cap de Bonne-Espérance, dans les années 1783, 84 et 85. Paris H.J. Jansen et Comp., An III (1795), 3 volumes. vol.1 , vol. 2 , vol 3
- Histoire naturelle d'une partie d'oiseaux nouveaux et rares de l'Amérique et des Indes : ouvrage destiné par l'auteur à faire partie de son ornithologie d'Afrique. Paris 1801. 1. vol.
- Histoire naturelle des perroquets, Paris Levrault, Schoell & Cie, An IX-XII (1801-1805), 2 volumes. vol.1 , vol. 2
- Histoire naturelle des oiseaux de paradis et des rolliers, suivie de celles des toucans et des barbus, Paris, Denné le jeune & Perlet, (1801-1806), 2 volumes.
- Histoire naturelle des promérops et des guépiers (et des couroucous et touracous, faisant suite à celle des oiseaux de paradis), Paris Levrault, (1806) 1807, (1816 ou 1818) 3 volumes.
- Histoire Naturelle des Oiseaux d'Afrique. Paris, Delachaussee, XIII-1805-1808. 6 volumes vol. 1 , vol. 2  vol. 4 , vol. 5 , vol. 6
- Partie Méridionale de l'Afrique depuis le Tropique du Capricorne jusqu'au Cap de Bonne Espérance contenant les Pays des Hottentots, des Cafres et de quelques autres Nations / dressée pour le Roi sur les observations de M. Le Vaillant par M. de Laborde, ancien premier valet de chambre du Roi, gouverneur du Louvre, l'un des Fermiers généraux de Sa Majesté